# Unholy (альбом)
Unholy — второй альбом немецкой пауэр-метал-группы Brainstorm, выпущенный в 1998 году.

## Об альбоме
Unholy вышел после первого концертного турне группы. Над диском группа работала совместно с известными музыкантами, такими как Harald Sprengler (группа Stormwitch), и продюсером Charlie Bauerfeind (известен по работе с коллективами Blind Guardian, Gamma Ray, Virgin Steele, Angra). По окончании записи альбома из группы ушёл Marcus Jürgens, на замену которому был приглашен Henning Basse. Презентация диска состоялась 6 сентября 1998 года. Затем Brainstorm отправился в концертный тур длительностью один месяц совместно с Iced Earth, Sentenced и Wicked Angel.

## Список композиций
Все песни альбома написаны музыкантами Brainstorm (исключение составляет бонусная композиция «Wooly Bully», автором музыки и слов которой стал Доминго Самудио).
1. MCMXCVIII — 2:28
2. Holy War — 3:53
3. Here Comes the Pain — 3:50
4. Voices — 6:29
5. The Healer — 4:13
6. Don’t Stop Believing — 6:50
7. Heart of Hate — 5:30
8. Rebellion — 5:46
9. For the Love of Money — 5:29
10. Love is a Lie — 6:44
11. Into the Fire — 4:11
12. Dog Days Coming Down — 5:22

Бонусные треки:
1. Wooly Bully (в некоторых копиях)
2. Up From the Ashes (японское издание)

## Участники записи
- Marcus Jürgens — вокал
- Torsten Ihlenfeld — гитара
- Milan Loncaric — гитара
- Andreas Mailänder — бас
- Dieter Bernert — ударные

## Приглашённые музыканты
- Michael «Miro» Rodenberger — клавишные
- Uwe Hörmann — гитара
- Harald Sprengler — бэк-вокал

## Переиздания
- 23 марта 2007 года альбомы Unholy и Hungry подверглись ремастерингу и переизданию на лейбле Century Mediaс пересмотренным оформлением обложки.